# カトリン・ウンターヴルツァッハー
カトリン・ウンターヴルツァッハー（Kathrin Unterwurzacher 1992年6月5日- ）はオーストリアのチロル州出身の柔道選手。階級は63kg級。身長173cm。コーチはアトランタオリンピックの86kg級で銅メダルを獲得したドイツのマルコ・スピットカ。

## 人物
2008年のヨーロッパカデ選手権63kg級で優勝した。2010年には世界ジュニアで3位になった。2011年にはU23ヨーロッパ選手権で優勝した。2013年にはユニバーシアードで3位になると、U23ヨーロッパ選手権では2年ぶり2度目の優勝を飾った。2015年にはグランドスラム・バクーで優勝すると、世界ランキング上位選手で争われるワールドマスターズでは決勝で田代未来に寝技で敗れるも2位になった。
2016年のヨーロッパ選手権では2位だったものの、リオデジャネイロオリンピックでは準々決勝で田代に有効で敗れるなどして7位に終わった。グランドスラム・東京では決勝で嶺井美穂を有効で破って優勝した。
2020年7月には右膝のケガの影響もあって現役引退を表明した。なお、2016年のグランドスラム東京で優勝したことが競技人生で最も美しい瞬間だったという。

## 主な戦績
- 2008年 - ヨーロッパカデ選手権　優勝
- 2010年 - ヨーロッパジュニア　7位
- 2010年 - 世界ジュニア　3位
- 2011年 - ヨーロッパジュニア　7位
- 2011年 - U23ヨーロッパ選手権　優勝
- 2012年 - ワールドカップ・サンサルバドル　3位
- 2012年 - グランプリ・アブダビ　優勝
- 2012年 - U23ヨーロッパ選手権　2位
- 2013年 - グランプリ・サムスン　3位
- 2013年 - ワールドマスターズ　5位
- 2013年 - ユニバーシアード　3位
- 2013年 - ヨーロッパオープン・ミンスク　3位
- 2013年 - U23ヨーロッパ選手権　優勝
- 2013年 - グランプリ・アブダビ　優勝
- 2014年 - グランプリ・サムスン　優勝
- 2014年 - グランドスラム・バクー　2位
- 2014年 - パンナムオープン・サンサルバドル　2位
- 2014年 - 世界選手権　7位
- 2014年 - グランプリ・アスタナ　3位
- 2014年 - グランプリ・タシュケント　2位
- 2014年 - グランプリ・青島　2位
- 2014年 - グランドスラム・東京　7位
- 2015年 - ヨーロッパオープン・オーバーヴァルト　優勝
- 2015年 - グランドスラム・バクー　優勝
- 2015年 - ワールドマスターズ　2位
- 2015年 - グランプリ・ウランバートル　3位
- 2016年 - グランプリ・トビリシ　優勝
- 2016年 - グランプリ・サムスン　3位
- 2016年 - ヨーロッパ選手権　2位
- 2016年 - ワールドマスターズ　5位
- 2016年 - リオデジャネイロオリンピック　7位
- 2016年 - グランドスラム・バクー　2位
- 2016年 - グランドスラム・東京　優勝
- 2017年 -　ヨーロッパオープン・オーバーヴァルト　優勝
- 2017年 -　グランプリ・トビリシ　3位
- 2017年 -　グランプリ・アンタルヤ　優勝
- 2017年 - ヨーロッパ選手権　3位
- 2017年 -　グランプリ・フフホト　2位
- 2017年 -　グランプリ・タシュケント　優勝
- 2017年 - グランドスラム・アブダビ　3位
- 2018年 - グランプリ・タシュケント　3位
- 2019年 - グランプリ・タシュケント　優勝
- 2019年 -　オセアニアオープン・パース　優勝

(出典、JudoInside.com)。